# Prison de Frankland
HM Prison Frankland
La prison de Frankland (en anglais : HM Prison Frankland) est une prison britannique pour hommes de catégorie A située dans le village de Brasside, dans le comté de Durham, dans la région d'Angleterre du Nord-Est, en Angleterre. Frankland est exploité par le His Majesty's Prison Service.

## Histoire
La prison de Frankland ouvre à l'origine en 1980 avec quatre ailes d'une pouvant accueillir 108 personnes chacune dans des cellules individuelles. Deux autres ailes ouvrent en 1998 conçues sous la forme de galeries ouvertes et pouvant accueillir 206 détenus supplémentaires. Une unité spécialisée dans les troubles dangereux et graves de la personnalité (DSPD) a ouvert ses portes à la prison en mai 2004.
La prison augmente sa capacité d'accueil depuis ces dernières années à la suite d'importants travaux de réaménagement, notamment la construction de la nouvelle DSPD « Westgate Unit ». En mars 2008, le ministère de la Justice annonce que Frankland serait à nouveau agrandi, un permis de construire étant accordé pour la construction de 120 places supplémentaires.

## Description
Frankland est une prison de dispersion (en) où sont incarcérés des détenus de sexe masculin âgés de plus de 21 ans qui exécutent généralement  des peines de 4 ans ou plus ou des peines à perpétuité. L'établissement accueille également des prévenus considérés comme étant à haut risque. La prison a été surnommée « Monster Mansion » (surnom également donné à la prison de Wakefield) en raison du nombre important de détenus reconnus coupables de meurtres, de crimes sexuels à haut risque et d'infractions liées au terrorisme. La zone de détention de la prison est divisée en plusieurs ailes, les ailes A à D pouvant accueillir 108 détenus chacune, les ailes F et G en accueillant 208 supplémentaires tandis que l'aile J en accueille 120. Toutes les cellules sont individuelles.
Le centre de santé de la prison se compose d'un service de 4 lits et de 10 chambres meublées, d'un cabinet dentaire, d'une radiographie et d'une suite destinée à accueillir les détenus souffrant de crise suicidaire. Différents types de consultations médicales sont organisées, dont beaucoup sont menées par des spécialistes en visite. Il existe également des services de télémédecine. Les soins de base sont sous-traités au County Durham & Darlington Foundation Trust[réf. nécessaire].
La prison de Frankland dispose enfin d'un centre d'accueil pour les visiteurs dont les installations comprennent une cantine et une aire de jeux pour enfants, toutes accessibles aux personnes à mobilité réduite.

## Actions de réinsertion par le travail et la formation des détenus
Les activités de formation à destination des détenus sont assurées par le Manchester College (en), avec une large gamme de cours dispensés - allant des compétences de base jusqu'à des cours du niveau de l'enseignement supérieur. La prison de Frankland propose également des ateliers de fabrication de meubles, un atelier caritatif et un atelier de vision et d'ouïe. Elle dispose d'une bibliothèque et d'un gymnase pour soutenir l'apprentissage et les loisirs des détenus[réf. nécessaire].

## Prisonniers notables

### Détenus actuels
- Michael Adebolajo (en)[7],[8]
- Dhiren Barot (en)[8]
- Levi Bellfield[7],[9]
- David Bieber (en)
- Peter Chapman (en)
- David Copeland
- Wayne Couzens (en)[10]
- Mark Dixie (en)
- Benjamin Geen (en)[11]
- Delroy Grant (en)[9]
- Ian Huntley (en)[7]

### Anciens détenus
- Kamel Bourgass (en)[12]
- Charles Bronson[7]
- Paul John Ferris (en)
- Adam Johnson
- Kieran Patrick Kelly (en)[13]
- Andrzej Kunowski (en)
- Dominic Noonan
- Colin Pitchfork
- Harold Shipman[7]
- John Straffen (en)
- Peter Sutcliffe[7]

## Événements notables
En 2011, deux prisonniers condamnés, Nathan Mann et Michael Parr, éventrent Mitchell Harrison, une de leur codétenus âgé de 23 ans, condamné pour le viol d'une fille de 13 ans.